# Gare de Saint-Hilaire - Saint-Nazaire
Gare de Saint-Hilaire - Saint-Nazaire – przystanek kolejowy w Saint-Hilaire-du-Rosier, w departamencie Drôme, w regionie Owernia-Rodan-Alpy, we Francji.
Jest przystankiem kolejowym Société nationale des chemins de fer français (SNCF), obsługiwanym przez pociągi TER Rhône-Alpes.

## Położenie
Znajduje się na wysokości 201 m n.p.m., na 36,407 km linii Valence – Moirans

## Usługi
Przystanek jest obsługiwany przez pociągi TER Rhône-Alpes (linie do Chambéry i Valence-Ville)